# Jaroslav Jiřík
Jaroslav Jiřík (10. prosinec 1939 Vojnův Městec – 11. červenec 2011 Brno) byl český hokejový útočník, reprezentant Československa a první Čech, který nastoupil v NHL. Byl členem Klubu hokejových střelců. V roce 2010 byl uveden do Síně slávy českého hokeje.
Absolvoval Fakultu tělesné výchovy a sportu Karlovy univerzity v Praze. Po ukončení hráčské kariéry působil jako trenér ve Švýcarsku, Rakousku, Německu a na Slovensku.

## Československá liga
Premiéru v československé lize si odbyl v sezoně 1957–1958 v dresu Kladna, kde působil do roku 1961 a kde v byl sezoně 1958–1959 součástí mistrovského celku. Po zbytek kariéry oblékal, kromě působení v NHL, dres jediného klubu – Brna, ve kterém v roce 1975 ukončil kariéru s ligovou bilancí 450 utkání a 300 branek. V barvách brněnského celku slavil pětkrát titul mistra Československa – v sezonách 1961–1962, 1962–1963, 1963–1964, 1964–1965 a 1965–1966.
Nejlepší střelec československé hokejové ligy v sezoně 1968–1969 s 36 brankami.

## Působení v NHL
Stal se prvním hokejistou z bývalého východního bloku, kterému bylo umožněno úřady nastoupit v NHL. Jeho start ve slavné soutěži během ročníku 1969–1970 však byl ojedinělý i tím, že před Jiříkem působili v NHL pouze hokejisté, kteří se narodili či vyrůstali v Severní Americe. Jedinou výjimkou byl švédský hokejista Ulf Sterner, který nastoupil v sezoně 1964–1965 za New York Rangers. Před Jiříkem nastoupil do utkání NHL jediný hráč narozený v Československu, Stan Mikita, který od dětského věku vyrůstal v Kanadě. Jiřík se s ním setkal při prvním z trojice svých startů v NHL, když si zahrál proti Mikitovu celku Chicago Blackhawks (22. března 1970 v Chicagu, Blues prohráli 0 : 1). V následujících dnech nastoupil ještě na ledě Los Angeles Kings (24. března, 4 : 0) a derniéru obstaral venkovní zápas proti Oakland Seals (27. března, 2 : 3). Podobně jako Sterner se ani Jiřík v lize neprosadil. Většinu ročníku působil v CHL ve farmářském mužstvu Kansas City Blues a v létě 1970 se proto raději rozhodl pro návrat do ZKL Brno.

## Reprezentace
Třikrát se s reprezentací zúčastnil olympijských her – 1960 ve Squaw Valley (4. místo), 1964 v Innsbrucku (bronz) a 1968 v Grenoblu (stříbro).
V roce 1969 na mistrovství světa ve Stockholmu inicioval přelepení pěticípé hvězdy na československém státním znaku. Dresy si tehdy hokejisté upravili na protest proti okupaci v roce 1968.
Připsal si start i na šestici světových šampionátů v letech 1959 (bronz), 1963 (bronz), 1965 (stříbro, člen All Star týmu a nejlepší střelec), 1966 (stříbro), 1967 a 1969 (bronz).
V dresu národního týmu nastřílel 83 branek ve 134 utkáních.

### Reprezentační statistiky
| 1959 | Československo | MS | 8 | 6 | 2 | 8  | – |
| 1960 | Československo | OH | 5 | 1 | 3 | 4  | 2 |
| 1963 | Československo | MS | 7 | 4 | 3 | 7  | 9 |
| 1964 | Československo | OH | 7 | 3 | 1 | 4  | 6 |
| 1965 | Československo | MS | 7 | 8 | 4 | 12 | 5 |
| 1966 | Československo | MS | 7 | 4 | 1 | 5  | 2 |
| 1967 | Československo | MS | 6 | 5 | 3 | 8  | 2 |
| 1968 | Československo | OH | 4 | 3 | 3 | 6  | 0 |
| 1969 | Československo | MS | 5 | 2 | 3 | 5  | 0 |

Poznámka: V letech 1960, 1964 a 1968 byl olympijský turnaj zároveň mistrovstvím světa, takže Jiřík je devítinásobným účastníkem MS, započítáme-li i tyto tři turnaje.

## Čestné uznání
V roce 2007 bylo Jiříkovi uděleno čestné uznání, resp. Diplom Českého klubu fair play.

## Smrt
Jaroslav Jiřík zahynul v troskách ultralehkého letounu Vixen II, který se s ním krátce po vzletu z medláneckého letiště zřítil do pole v brněnské čtvrti Komín (49°14′17″ s. š., 16°32′58″ v. d.). Při vyšetřování Ústavem pro odborné zjišťování příčin leteckých nehod bylo zjištěno, že nehoda byla způsobena technickým stavem letounu a chybou pilota, který jednak nerespektoval, že letadlo nebylo schváleno k provozu, jednak vzlétl, i když v předchozích pokusných letech zaznamenal problémy s výkonem motoru. Chybné řízení těsně před havárií mohlo souviset se ztrátou cviku.